# Scincella macrotis
Scincella macrotis är en ödleart som beskrevs av  Franz Steindachner 1867. Scincella macrotis ingår i släktet Scincella och familjen skinkar. Inga underarter finns listade i Catalogue of Life.